# 1985 في كندا
فيما يلي قوائم الأحداث التي وقعت خلال عام 1985 في كندا.

## أحداث
- 12 ديسمبر – طيران أرو الرحلة 1285

## رياضة
- 16 يونيو – جائزة كندا الكبرى 1985 الفائز ميكيلي ألبوريتو.

## برامج ومسلسلات وأنمي
- المحقق غادجيت

## كتب
من الكتب التي صدرت هذه السنة في كندا:
- 1 يناير – قصة الخادمة من تأليف مارغريت آتوود.

## مواليد

### يناير
- 3 يناير – ليا جيبسون
- 13 يناير – إلين وونغ ممثلة كندية.
- 14 يناير – تريستان بلاكوود لاعب كرة سلة كندي.

### فبراير
- 11 فبراير – مايك ريتشاردز لاعب هوكي جليد كندي.
- 21 فبراير – كريستيان ماير

### أبريل
- 23 أبريل – رايتشل سكارستن ممثلة كندية.

### مايو
- 16 مايو – جوليا فوث[1]

### يونيو
- 22 يونيو – دوغلاس سميث[2]

### يوليو
- 5 يوليو – فرانسوا أرنود[3]
- 16 يوليو – روزا سالازار ممثلة أمريكية.[4]
- 20 يوليو – ستيفان ماير لاعب هوكي جليد كندي.
- 31 يوليو – ألي أكس مغنية كندية.[5]
- 31 يوليو – أليسا وايت غلوز[6]

### أغسطس
- 2 أغسطس – ديفيد هارت سميث مصارع محترف كندي.
- 19 أغسطس – تمارا تاثام لاعبة كرة سلة كندية.
- 26 أغسطس – شون دينيسون لاعب كرة سلة كندي.

### سبتمبر
- 16 سبتمبر – داني فرنانديز مغني كندي.
- 22 سبتمبر – تاتيانا ماسلاني ممثلة كندية.[7]
- 24 سبتمبر – إليانور كاتون كاتبة نيوزيلندية.[8]
- 24 سبتمبر – جيسيكا لوكاس[9]

### أكتوبر
- 8 أكتوبر – أليسا نيكول باليت ممثلة كندية.

### نوفمبر
- 21 نوفمبر – كارلي راي جيبسن مغنية كندية.[10]
- 27 نوفمبر – أليسون بيل ممثلة كندية.[11]

### ديسمبر
- 12 ديسمبر – آرون دورنيكامب لاعب كرة سلة كندي.

## وفيات

### يونيو
- 20 يونيو – غوردون شرام (مواليد 1896) فيزيائي كندي.

### أغسطس
- 20 أغسطس – دونالد هب (مواليد 1904)

### سبتمبر
- 24 سبتمبر – رون لوين (مواليد 1920) لاعب ومدرب كرة قدم إنجليزي.